# Тексалі

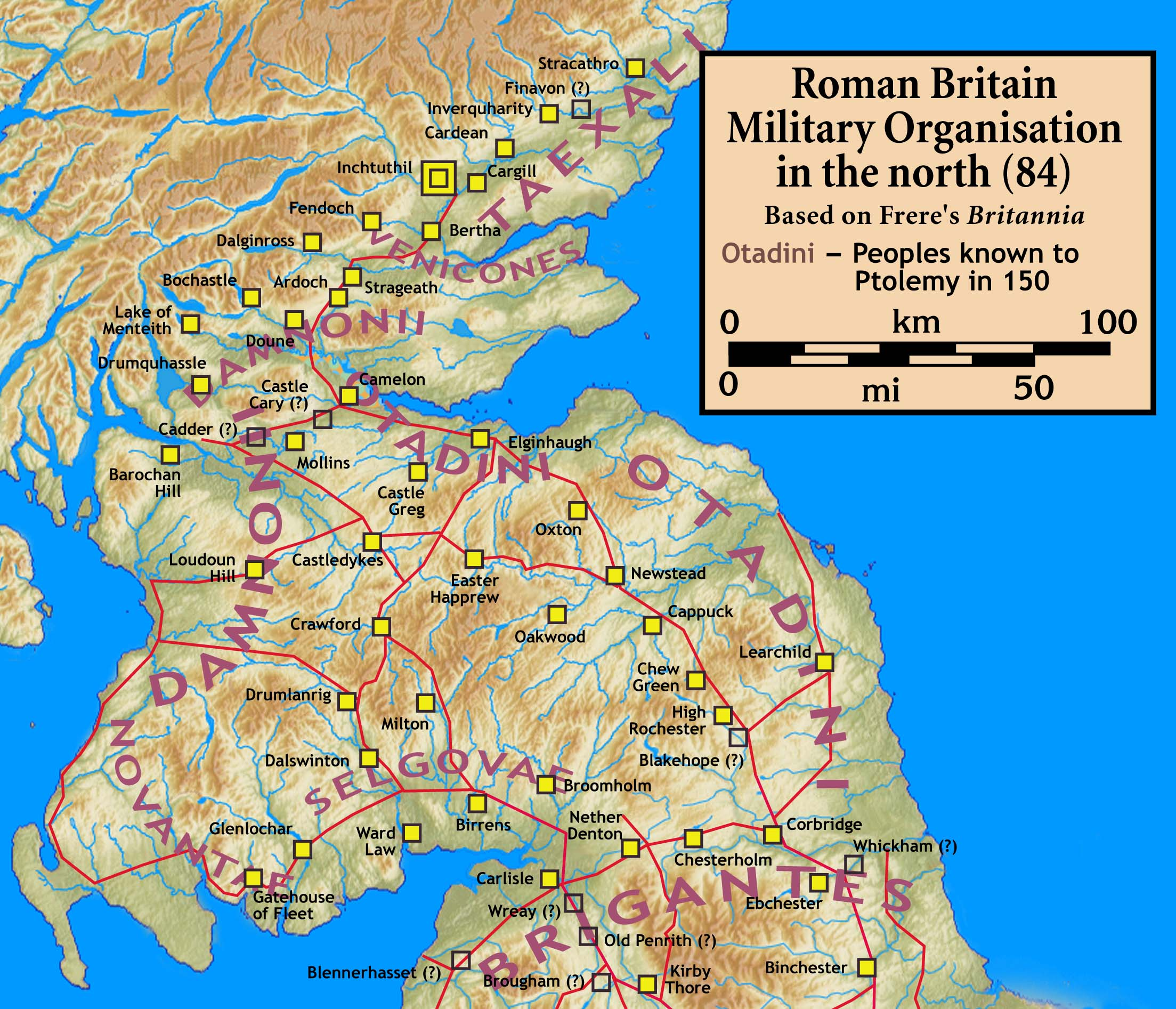
Племена піктів

Тексалі або Тедзалі — плем'я піктів, що обіймала землі на північному заході сучасної Шотландії. На півночі межували з племенем вакомагів, на північному заході з племенем каледоніїв, на півдні — з веніконами.

## Географія
Кордонами племені були на південному сході Грампіанські гори, а на північному сході область Тайсайд. На сході землі тексалі виходили до Північного моря. Ці пікти мешкали як серед невеличкого нагір'я, так й на морському узбережжі, біля гирла річки Ді. Частково в сучасній області Бьюкен-несс.
Стосовно про поселення тексалі мало відомо, проте їх площа була більша ніж у каледоніїв та інших північніших піктських племен. на момент приходу до Альбіону римлян у тексалі вже існувала військова демократія, були вожді. Стосовно наявності кланів нічого невідомо. З огляду на географічне становище основними заняттями були рибальство та вівчарство.

## Історія
Стосовно життя та діяльності тексалі до римського вторгнення немає даних. У 80 році вступили в союз з сусідніми племенами для захисту своїх земель від римлян. Останні на чолі із проконсулом Гнеєм Юлієм Агріколою зуміли перемогти південні племена піктів й близько 83 року підкорили тексалі. Ймовірно вони брали участь у битві проти римлян в Граупійських горах, де піктські племена зазнали нищівної поразки.
В області тексалі римляни звели низьку фортів, деякі з них були на місці поселень піктів. Найзначущими були Цивітас Тексалорум та Девана (сучасне м.Абердин). Час панування римлян на цих землян невідомий. Напевне у 85 році, після відозви Агріколи з Британії за наказом імператора Доміціана, тексалі відновили незалежність.
Щодо стосунків з римлянами у наступні роки не збереглося свідчень. За імператора Антоніна Пія, після зведення у 140-х роках відповідного валу, тексалі визнали залежність від Риму. Вона з перервами збереглася до 211 року.
З 90-х років увійшли до тісного союзу з каледоніями. Разом з останніми нападали на вал Антоніна та вал Адріана у 180 та 197 роках. У 208–211 роках разом з іншими піктами воювали проти римлян на чолі із імператором Септимієм Севером, а потім синами останнього Каракаллою та Ґетою. Поразка тексалі та інших племен не призвело до приєднання їх земель до імперії. Саме відступ римлян від вала Антоніна сприяв незалежності цього племені.